# Michaił Zagoskin
Michaił Nikołajewicz Zagoskin, ros. Михаил Николаевич Загоскин (ur. 25 lipca 1789 w Ramzaj w obwodzie penzeńskim  – zm. 5 lipca 1852 w Moskwie) – pisarz rosyjski, przedstawiciel romantyzmu.
Walczył w wojnie 1812 roku po stronie Rosji. Potem przez wiele lat pracował jako dyrektor różnych moskiewskich teatrów, by po 1842 roku zostać dyrektorem Zbrojowni Kremlowskiej.
Pod wpływem dzieł Waltera Scotta pisał powieści historyczne, m.in.
- Jurij Miłosławskij, albo Rosjanie w 1612 roku[3] - wydana w 1829 roku w trzech tomach.
- Rosławlew - wydana w 1831 roku.
- Askoldowa mogiła - wydana w 1833 roku, stworzył również libretto do opery Aleksieja Wierstowskiego o tym samym tytule[4].
- zbiór opowiadań Moskwa i moskwianie - wydanych w latach 1842-1850.